# Книгите на Просперо
„Книгите на Просперо“ (на английски: Prospero's Books) е нидерландско-френско-италиански експериментален филм от 1991 година на режисьора Питър Грийнауей по негов собствен сценарий.
Филмът е сюрреалистична интерпретация на пиесата на Уилям Шекспир „Бурята“. В центъра на сюжета е прогонен от владенията си на малък средиземноморски остров принц-магьосник, който получава възможност да отмъсти на враговете си, когато дъщеря му и синът на един от тях се влюбват. Главните роли се изпълняват от Джон Гилгуд, Майкъл Кларк, Изабел Паско.
„Книгите на Просперо“ е номиниран за награда „Златен лъв“ и за награда на БАФТА за визуални ефекти.